# Bodo – Das Straßenmagazin
bodo – Das Straßenmagazin ist eine Straßenzeitung, die von Menschen in schwierigen sozialen Lagen in der Region Dortmund, Bochum und Umgebung vertrieben wird.

## Straßenmagazin
Das Projekt bodo versteht sich als Lobby für obdachlose und sozial schwache Menschen. Der Verkauf des Straßenmagazins ist ein niedrigschwelliges Beschäftigungsangebot, das eine Chance bietet, wenn andere Beschäftigungsformen vorübergehend nicht in Frage kommen. Ziel ist es, Selbstvertrauen und Alltagsstruktur so weit zu stärken, dass eine Wiedereingliederung in reguläre Beschäftigungsverhältnisse möglich wird.
Seit Februar 1995 erscheint das Straßenmagazin monatlich. Ein Redaktionsteam und Journalisten der Region erstellen das Magazin, das einen Querschnitt der Region mit sozialen und kulturellen Schwerpunkten bietet. Mehr als 100 Verkäufer bieten bodo in Dortmund, Bochum, Unna, Witten und Herne an. Die monatliche Auflage beträgt 20.000 Exemplare. bodo erreicht mehr als 40.000 Leser.

## Vertrieb

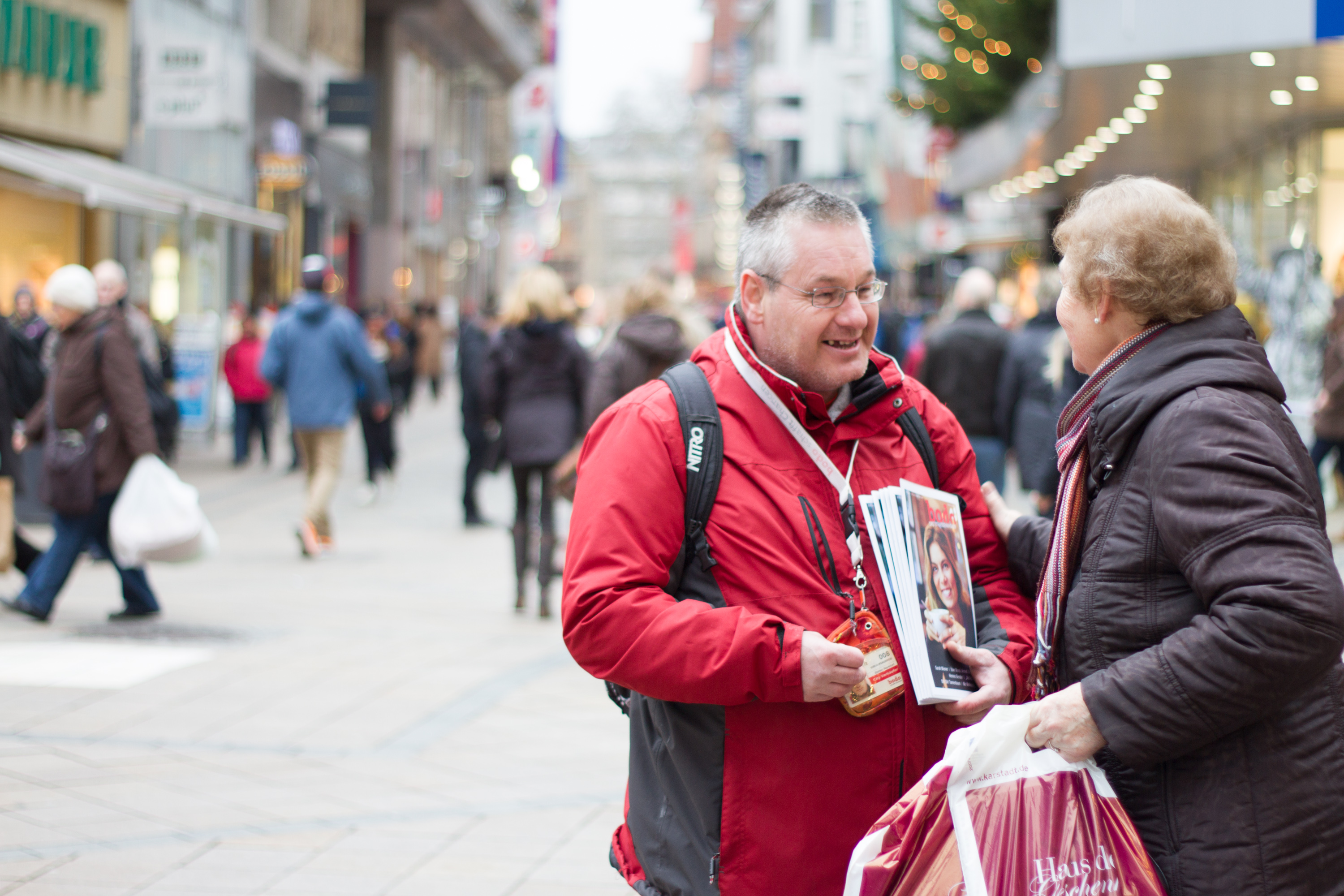
Verkauf des Straßenmagazins in der Innenstadt von Dortmund

Das Straßenmagazin wird von Menschen in schwierigen sozialen Lagen auf der Straße verkauft. Die Hälfte des Straßenpreises von 2,50 Euro behält der Verkäufer. Die Verkäufer tragen aktiv zu ihrem Straßenmagazin bei und liefern Informationen aus erster Hand zu Themen wie Obdachlosigkeit, Sucht oder Armut.

## Verein
bodo ist ein gemeinnütziger Verein in freier Trägerschaft, dessen Ziel die Unterstützung und soziale Reintegration von Menschen in schwierigen Lebenslagen ist. Im Mittelpunkt des Engagements steht das vom Verein herausgegebene Straßenmagazin als Beschäftigungsprojekt für Menschen, die von Wohnungslosigkeit betroffen oder bedroht sind. Der Verein schafft in weiteren Beschäftigungsprojekten Stellen in einem gemeinnützigen Umzugsunternehmen, beim Online- und Ladenverkauf von Büchern und beim Sortieren, Bewerten und Verkaufen von Sachspenden und Gebrauchtwaren.